# Coralliozetus
Coralliozetus is een geslacht van straalvinnige vissen uit de familie van snoekslijmvissen (Chaenopsidae).

## Soorten
- Coralliozetus angelicus (Böhlke & Mead, 1957)
- Coralliozetus boehlkei Stephens, 1963
- Coralliozetus cardonae Evermann & Marsh, 1899
- Coralliozetus micropes (Beebe & Tee-Van, 1938)
- Coralliozetus rosenblatti Stephens, 1963
- Coralliozetus springeri Stephens & Johnson, 1966